# Хановер (Канзас)
Хановер (енгл. Hanover) град је у америчкој савезној држави Канзас.

## Демографија
По попису из 2010. године број становника је 682, што је 29 (4,4%) становника више него 2000. године.
| Група             | 2000.       | 2010.       |
| Белци             | 639 (97,9%) | 668 (97,9%) |
| Афроамериканци    | 4 (0,6%)    | 6 (0,9%)    |
| Азијати           | 0 (0,0%)    | 1 (0,1%)    |
| Хиспаноамериканци | 3 (0,5%)    | 4 (0,6%)    |
| Укупно            | 653         | 682         |